# Whispers II
Whispers II è il settimo album in studio del cantante britannico Passenger, pubblicato nel 2015.
L'album è stato pubblicato in collaborazione con Unicef, con lo scopo di aiutare i bambini malnutriti della Liberia. I profitti derivati dalla vendita del CD o del Vinile verranno interamente devoluti ad Unicef. Per questo motivo esiste una sola versione, deluxe, che comprende due dischi.
L'album, acquistabile esclusivamente sul sito dell'autore, è disponibile in CD e vinile.

## Tracce
CD1
1. Fear of Fear – 2:58
2. Catch in the Dark – 3:28
3. A Thousand Matches – 3:45
4. I'll Be Your Man – 3:11
5. Travelling Alone – 5:04
6. David – 4:30
7. Words – 4:12
8. The Way That I Need You – 3:31
9. Strangers – 3:53
10. Nothing's Changed – 3:44

CD2
1. Two Hands (Acoustic) – 2:36
2. Stolen Toys (Acoustic) – 3:46
3. The Way It Goes (Acoustic) – 2:16
4. Settled (Acoustic) – 5:05
5. Timber and Coal (Acoustic) – 2:28
6. Darkest Days (Acoustic) – 2:57